# Zespół pałacowo-parkowy w Młochowie

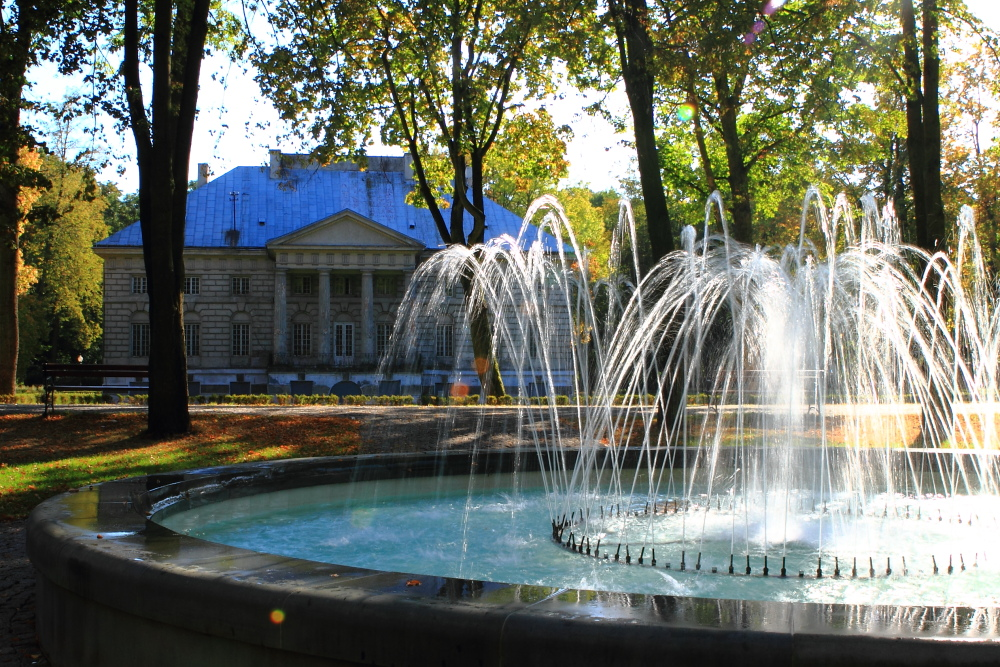
Widok od frontu

Zespół pałacowo-parkowy w Młochowie – znajdujący się w miejscowości Młochów, w powiecie pruszkowskim, w gminie Nadarzyn, zbudowany w stylu klasycystycznym.
Zespół pałacowo-parkowy jest wpisany do rejestru zabytków pod numerem. 1061/328/62 z 7.01.1962. Obejmuje pałac, 2 pawilony, oranżerię i park.

## Historia
Młochów był gniazdem rodzinnym Młochowskich herbu Belina począwszy od XV wieku. Kolejnymi właścicielami w XVII wieku zostali Potrykowscy, a w XVIII wieku Sobolewscy. Budowę zaprojektowanego przez Jakuba Kubickiego pałacu dla Walentego Faustyna Sobolewskiego rozpoczęto wraz z powstaniem Księstwa Warszawskiego w roku 1807 (niektóre źródła podają rok 1804), zakończono ok. roku 1810. W skład kompleksu wchodzi zarówno budynek pałacowy, oficyna, wozownia, jak i oranżeria. W ostatniej mieści się dziś kaplica pod wezwaniem św. Michała Archanioła i parafia prowadzona przez Księży Michalitów.
Całość otacza park krajobrazowy z pocz. XIX w. przekomponowany w 1887 zgodnie z projektem Waleriana Kronenberga.
Pierwsze wzmianki o Młochowie pochodzą z XV i XVI w., kiedy osiedliła się tu rodzina Młochowskich. Majątek Młochów znajdował się od 1761 r. do 1935 r. w posiadaniu rodziny Sobolewskich, w wyniku zawieranych małżeństw kolejno w rękach hrabiego Kwileckiego, a później Kieżgajło-Zawiszów, Radziwiłłow. Nabył je, w imieniu ojca Stanisława, Maciej Leonard Sobolewski. W dniu 3 października 1795 r. przekazał majątek Młochów synowi Walentemu Faustynowi, z okazji ślubu z Izabelą Grabowską. Dobra odziedziczyła ich córka, Aleksandra Laura, która wniosła je mężowi Józefowi Ignacemu Kwileckiemu. Córka ich Maria wniosła Młochów mężowi Józefowi Kieżgajło-Zawisza.  Następnie majątek przeszedł w ręce ich córki Marii Ewy Magdaleny (zwanej Magdaleną) primo voto Krasińskiej, secundo voto Radziwiłłowej.  W czasie I wojny światowej pałac został spalony. 
W majątku, przez pewien czas (1928–1933), pracował jako rządca Helmuth von Pannwitz,  późniejszy generał Wehrmachtu oraz dowódca XV. korpusu oddziałów kozackich. Ostatnim właścicielem majątku od 1935 był Eryk Kurnatowski – senator RP w latach 1925–27, wydawca i hodowca koni. 
Majątek przejęty na własność Skarbu Państwa PRL został przeznaczony na przedszkole - głównie dla dzieci pracowników państwowego gospodarstwa rolnego. W roku 1947 majątek był w posiadaniu Państwowych Zakładów Hodowli Roślin a następnie Państwowych Gospodarstw Rolnych, a od 1951 r. Instytutu Hodowli i Aklimatyzacji Roślin (IHAR). W 1966 r. Instytut Ziemniaka przejął majątek Młochów od IHAR, by powrócić do IHAR w 1997 r. W latach 1945–47 pałac ulegał dewastacji, wyremontowano go w latach 1948–1957 z przekształceniem wnętrz wg projektu Feliksa Kanclerza. Prace prowadzone były pod nadzorem Pracowni Konserwacji Zabytków – Oddział w Warszawie. Odbudowę prowadził Stanisław Zawadzki, ówczesny dyrektor majątku należącego do IHAR. W latach 1974–75 remontowano elewację i przeprowadzono remont bieżący z dotacji państwowej. W latach 1980. wyremontowano kominy i dach. Z końcem stanu wojennego wstrzymano dotacje Instytutu naukowego nie stać było na utrzymanie, ogrzewanie i oświetlenie pałacu. 
W 2001 r. zespół pałacowo-parkowy przekazano gminie Nadarzyn. W początkach XXI wieku odrestaurowano park, a w 2022 zachodnią oficynę pałacową.